# Annales de Gergonne
Annales de Mathématiques Pures et Appliquées, comúnmente conocidos como Annales de Gergonne, fue una revista matemática publicada en Nimes, Francia, desde 1810 hasta 1831 por Joseph-Diaz Gergonne. Los anales se dedicaron en gran medida a la geometría, con artículos adicionales sobre historia, filosofía y educación matemática que muestran la interdisciplinariedad de la publicación.
"En los Annales, Gergonne estableció en forma y contenido un conjunto de estándares excepcionalmente altos para el periodismo matemático. Nuevos símbolos y nuevos términos para enriquecer la literatura matemática se encuentran aquí por primera vez. La revista, que recibió una aprobación instantánea, se convirtió en un modelo para muchos otros editores. Cauchy, Poncelet, Brianchon, Steiner, Plucker, Crelle, Poisson, Ampere, Chasles y Liouville enviaron artículos para su publicación."
El cálculo operacional fue desarrollado en la revista en 1814 por Francois-Joseph Servois.